# Doddington and District
Doddington and District är en civil parish i distriktet Cheshire East, i grevskapet Cheshire, i England. Civil parish är belägen 9 km från Crewe. Det inkluderar Blakenhall, Bridgemere, Checkley, Checkley Green och Hunsterson. Civil parishen inrättades den 1 april 2023.